# 9472 Bruges
För andra betydelser, se Bruges (olika betydelser).
9472 Bruges eller 1998 OD14 är en asteroid i huvudbältet som upptäcktes den 26 juli 1998 av den belgiske astronomen Eric W. Elst vid La Silla-observatoriet. Den är uppkallad efter den belgiska staden Brygge.
Asteroiden har en diameter på ungefär 8 kilometer.